# ジョッキークラブカップ
ジョッキークラブカップとは毎年11月中旬に香港にある沙田競馬場の芝2000メートルで行われる3歳以上の競馬の競走である。ジョッキークラブスプリント、ジョッキークラブマイルと同日に開催され例年それら3競走の掉尾を飾り、香港カップ及び香港ヴァーズの前哨戦として地元馬がよく使っている。

## 歴史
- 2002年 「インターナショナルカップトライアル」として創設
- 2009年 外国調教馬に開放される
- 2010年
  - 国際G2に昇格
  - 「ジョッキークラブカップ」に改称

## 歴代優勝馬
- 2002	Red Pepper
- 2003	Elegant Fashion
- 2004	Ain't Here
- 2005	Vengeance Of Rain
- 2006	Hello Pretty
- 2007	Viva Pataca
- 2008	Viva Pataca
- 2009	Collection
- 2010	Irian
- 2011	Thumbs Up
- 2012	California Memory
- 2013	Endowing
- 2014	Blazing Speed
- 2015	Military Attack
- 2016	Secret Weapon
- 2017	Werther
- 2018	Eagle Way
- 2019	Exultant
- 2020	Furore
- 2021	Reliable Team
- 2022	Romantic Warrior
- 2023	Straight Arron
- 2024	Romantic Warrior